# Жишка, Ян (гребец)
Ян Жишка (словац. Ján Žiška; род. 29 января 1971, Братислава) — словацкий гребец, выступавший за сборные Чехословакии и Словакии по академической гребле в 1991—2004 годах. Победитель и призёр первенств национального значения, участник двух летних Олимпийских игр.

## Биография
Ян Жишка родился 29 января 1971 года в Братиславе, Чехословакия. Проходил подготовку в местном гребном клубе «Славия».
Впервые заявил о себе в академической гребле на международном уровне в сезоне 1991 года, когда вошёл в состав чехословацкой национальной сборной и выступил на чемпионате мира в Вене, где в зачёте парных четвёрок стал 13-м.
В 1993 году представлял Словакию на чемпионате мира в Рачице, занял в парных двойках десятое место.
В 1994 году на чемпионате мира в Индианаполисе вновь был десятым в парных двойках.
На чемпионате мира 1995 года в Тампере показал 12-й результат в той же дисциплине.
Благодаря череде удачных выступлений удостоился права защищать честь страны на летних Олимпийских играх 1996 года в Атланте. Вместе с напарником Ондреем Гамбалеком в программе парных двоек сумел квалифицироваться лишь в утешительный финал В и расположился в итоговом протоколе соревнований на 11-й строке.
После атлантской Олимпиады Жишка остался действующим спортсменом и продолжил принимать участие в крупнейших международных регатах. Так, в 1997 году он отметился выступлением на чемпионате мира в Эгбелете, где в парных двойках так же занял 11-е место.
В 1998 году на чемпионате мира в Кёльне показал 16-й результат в одиночках.
На чемпионате мира 1999 года в Сент-Катаринсе в одиночках был 12-м.
В 2000 году в распашных рулевых четвёрках финишировал шестым на чемпионате мира в Загребе, в одиночках закрыл десятку сильнейших на Олимпийских играх в Сиднее.
На чемпионате мира 2001 года в Люцерне занял в одиночках 11-е место.
В 2002 году стал девятым на чемпионате мира в Севилье.
В 2003 году в той же дисциплине показал 13-й результат на чемпионате мира в Милане.
Пытался пройти отбор на Олимпийские игры 2004 года в Афинах, но не смог этого сделать и по окончании сезона завершил спортивную карьеру.